# Alopé
Dans la mythologie grecque, Alopé (en grec ancien Ἀλόπη / Alópê) est la fille du brigand Cercyon.

## Mythe
À l'insu de son père, Alopé donne naissance à un fils qu'elle a de Poséidon, qui l'vaait séduite sous la forme d'un martin-pêcheur. Pour qu'il ne découvre pas qu'elle avait été enceinte, elle abandonne l'enfant, Hippothoon, en l'exposant. Hippothoon, nourri au lait par une jument et trouvé par des bergers, est amené à Cercyon, qui reconnaît d'après les vêtements royaux du garçon qu'Alopé était sa mère. Cercyon la fait enfermer et tuer, et après la mort de Cercyon, Poséidon la transforme en source.
Thésée, après avoir vaincu Cercyon, ravit Alopé, comme c'est le cas pour Sinis, d’après l’historien grec Istros. D'après Plutarque, « après avoir tué Sinis et Cercyon, il viola leurs filles ».

## Postérité
Hippothoon donne son nom aux Hippothoontides (en grec ancien Ἱπποθοωντίδαι), qui sont la huitième des tribus attiques créées par les réformes de Clisthène.
Le mythe d'Alopé est représenté sur un sarcophage de la Villa Pamphili,.

## Sources
- Aristophane, Les Oiseaux [détail des éditions] [lire en ligne], 533.
- Hygin, Fables [détail des éditions] [(la) lire en ligne], CLXXXVII.
- Pausanias, Description de la Grèce [détail des éditions] [lire en ligne], I, 5, 2 et 39, 3.
- Plutarque, Vies parallèles, Paris, Gallimard, 2001, 2304 p. (ISBN 978-2-07-073762-8).